# YouTube Awards
YouTube Awards (также известная как YouTube Video Awards) — это рекламная акция, проводимая американским сайтом обмена видео YouTube с целью выбора лучших видеороликов года, созданных пользователями. Награды вручались дважды, в 2007 и 2008 годах, причем победителей выбирали пользователи сайта из шорт-листов, составленных сотрудниками YouTube. YouTube был запущен 14 февраля 2005 года и быстро начал расти — к июлю 2006 года трафик сайта вырос на 297 процентов. В результате этого успеха в марте 2007 года YouTube запустил собственную акцию награждения за лучшие видеоролики сайта. Было составлено семь шорт-листов, по десять видеороликов в каждом. Пользователям было предложено проголосовать за победителей в течение пяти дней на специальной веб-странице. Певец Дэмиан Кулаш, чья группа OK Go выиграла в категории «Самый креативный» за свой клип Here It Goes Again, сказал, что получение награды YouTube было сюрреалистической честью и что сайт менял культуру «быстро и полностью».

## Награды за 2006
Голосование за премию 2006 года началось 18 марта 2007 года и продолжалось неделю, завершившись 23 марта. Награждение по премии YouTube Awards 2006 состоялось всего через неделю после того, как Viacom подала в суд на материнскую компанию YouTube и Google иск на сумму более 1 миллиарда долларов за нарушение авторских прав на телевизионные шоу, принадлежащие Viacom.
Премия подверглась критике со стороны писательницы The New York Times Вирджинии Хеффернан при ее первой организации. Она заявила, что церемония вручения премии создала слишком официозный процесс на YouTube. YouTube, по ее мнению, не должен быть посвящен наградам и индивидуальному признанию заслуг. По ее мнению, скорее это должно быть свободное место, где можно публиковать видео и выражать свое мнение без осуждения качества. Кэролин Маккарти из CNET согласилась с Хеффернаном и при комментировании награды 2007 года заявила, что YouTube «является культурным центром, а не строго говоря, творческим форпостом».
В число номинантов на премию 2006 года вошли известные ютуберы Питер Оукли, LonelyGirl15, thewinekone, Ренетто и Чад Вейдер.

## Награды за 2007
Голосование 2007 года началось 13 марта 2008 года и длилось пять дней до 19 марта. Ютуберы могли голосовать один раз в день, но не могли изменить свой голос после того, как проголосовали.
Примечательным моментом на церемонии вручения наград 2008 года стало видео инцидента с электрошокером в Университете Флориды, загруженное газетой «The Gainesville Sun». Одной из номинаций в категории «Политика» было интервью с кандидатом в президенты от республиканской партии на президентских выборах в США в 2008 году Роном Полом. В раздел «Политика» также было включено видео «Crush on Obama» Видео видеоблогера Криса Крокера было номинировано в категории «Комментарии». Интернет-мем-видео «Шоколадный дождь» певицы Тэй Зондей был номинирован в разделе «Музыка» и стал победителем номинации.

## Награды за 2008
Премия YouTube Awards была возрождена в следующем году для выбора лучших видео 2007 года. О начале голосования за номинацию было объявлено в сообщении в официальном блоге YouTube 13 марта 2008 года. Как и в прошлом году, сотрудники YouTube составили шорт-листы на основе количества просмотров и общего ажиотажа — в общей сложности номинированные видео имели общее количество просмотров почти четверть миллиарда. К премии 2008 года были добавлены пять новых категорий («Лучший спорт», «Лучший политический фильм», «Лучший очевидец», «Лучший короткометражный фильм» и «Лучший обучающий фильм»), а шорт-листы были сокращены с десяти видеороликов до шести. Процесс голосования, посредством которого пользователи выбирали победителей, также был изменен: чтобы устранить потенциальную предвзятость, видео и порядок категорий менялись случайным образом каждый раз при обновлении страницы голосования. Пользователи могли голосовать один раз в день до 19 марта; победители были объявлены 21 марта. В это время проголосовали сотни тысяч пользователей.
В некоторых категориях видео-победители не были фаворитами. В категории «Лучший очевидец» фильм «Битва при Крюгере», названный The Guardian маловероятным новичком, победил «знаменитые» кадры инцидента с электрошокером в Университете Флориды. Аналогичным образом, видео YouTube-канала «Barely Political» «I Got a Crush…» об Обаме было просмотрено более семи миллионов раз и привлекло внимание средств массовой информации во всем мире к тому времени, когда оно было номинировано в категории «Лучший политический деятель». Несмотря на это, награду получил фильм «Остановить столкновение цивилизаций» глобальной организации Авааз. Представитель YouTube Аарон Ферстман похвалил видео Авааз за то, что оно затрагивает «серьезные проблемы, такие как дискриминация…в своего рода аккуратной форме, обращенной к молодым людям». Он также отметил, что «Остановить столкновение цивилизаций» было единственным лучшим политическим кандидатом, не связанным с президентскими выборами в США 2008 года. В категории «Лучший комментарий» победило видео Майкла Бакли «LonelyGirl15 is Dead!» интернет-звезды Кары Каннингем. В интервью MSNBC Каннингем приветствовал успех Бакли и сказал: «Поздравляю его!».
2008 год стал последним годом, когда вручалась награда YouTube Awards. Награда была отменена в 2009 году, а вместо нее YouTube решил сосредоточиться на YouTube Live и YouTube Symphony Orchestra, которые были созданы ближе к концу предыдущего года.